# رضا فرخفال
رضا فرّخفال (متولّد ۱۳۲۸) نویسندهٔ ایرانی است.

## زندگی
فرخفال کارش را در جنگ اصفهان با انتشار چند داستان در اواخر دههٔ ۱۳۴۰ شروع کرد. از او مقالات، داستان‌ها و ترجمه‌های گوناگونی در ایران منتشر شده‌است. مجموعهٔ آه استانبول از آثار او را از جمله نمونه‌های برجستهٔ آثار داستانی دههٔ ۱۳۶۰ می‌دانند. او سال‌ها مشغول کار ویرایش برای ناشران مختلف بوده و از پایه‌گذاران اولین انجمن ویراستاران در ایران محسوب می‌شود. گزیده‌ای از متن‌های او در کتاب حدیث غربت سعدی توسط نشر مرکز منتشر شد. فرخفال از فارغ‌التحصیلان دانشگاه پهلوی و دانشگاه کنکوردیا است و در دانشگاه مک‌گیل و دانشگاه ایالتی ویسکانسین به تدریس زبان فارسی مشغول بوده‌است. او اکنون در دانشگاه ایالتی کلرادو در بولدر تدریس می‌کند.

## آثار
- زنی آرایش روزگار؛ در حالات شعری طاهره قرة‌العین، بنیاد تسلیمی ۱۴۰۰
- آه استانبول (هفت داستان کوتاه)، انتشارات اسپرک ۱۳۶۸
- حدیث غربت سعدی، نشر مرکز
- ترجمهٔ رمان عالیجناب کیشوت اثر گراهام گرین
- ترجمهٔ نقدی بر سرزمین هرز تی.اس. الیوت اثر کلینت بروکس
- ترجمهٔ رمان یک روز از زندگی ایوان دنی سوویچ از الکساندر سولژنیتسین